# Gibson SG
Gibson SG — модель електрогітари з суцільним корпусом, представлена компанією Gibson у 1961 році, яка є продовженням моделі Gibson Les Paul 1952 року. Залишається у виробництві сьогодні у багатьох варіаціях початкового дизайну. SG означає "Solid Guitar" тверда гітара.

## Передумови
Дизайн SG отримала тонший, більш рельєфний корпус, ніж Les Paul, і подвійний виріз. Це зробило не тільки верхні лади більш доступними, але ще більше полегшело гру завдяки переміщенню грифа назовні на три ладу. Простіша конструкція корпуса значно знизила витрати на виробництво, а SG із тонким профілем шиї та невеликою п’ятою в місці з’єднання з корпусом рекламували як «найшвидшу шию у світі».
Незважаючи на те, що нова гітара була популярна, Лесу Полу вона дуже не подобалася. Проблеми з міцністю корпусу і шиї викликали у Павла незадоволення новою гітарою. У той же час Пол переживав публічне розлучення з дружиною та партнеркою по вокалістці Мері Форд, і його популярність падала, оскільки музичні смаки змінилися на початку 1960-х років. Пол попросив довічного друга і колишнього президента Gibson Теда МакКарті утримати його гонорар в розмірі 1 долара за гітару, і Гібсон взаємно погодився розірвати контракт. Gibson також виконав прохання Леса Пола видалити його ім'я з гітари.

## Моделі та варіації
Під час запуску SG у 1961 році Gibson запропонував чотири варіанти SG; SG Junior (урізана версія стандарту, аналогічна Les Paul Junior), SG Special, SG Standard і топовий SG Custom.
Станом на 2010 рік поточними основними варіантами Gibson були SG Standard і SG Special. Протягом багатьох років Gibson пропонувала багато варіантів SG і продовжує випускати спеціальні видання, включаючи такі моделі, як Special і Faded Special, Supreme, Artist Signature SG, Menace і Gothic, а також перевидання шістдесятих років SG Standard and Custom.